# أسماء الدولة الإسلامية

علم داعش

اسم الدولة الإسلامية مثير للجدل منذ عام 2013. في اللغة العربية، أطلقت الجماعة على نفسها الدولة الإسلامية في العراق والشام، والذي تبنته في أبريل 2013. أدت الترجمة الحرفية لاسمها السابق إلى حدوث ارتباك، مما أدى إلى كل من ISIS وISIL، وهما اختصاران يعتمدان على ترجمات حرفية مختلفة للاسم إلى اللغة الإنجليزية. وبصرف النظر عن ذلك، فإن الاختصار المشتق من اللغة العربية، "Daesh"، ( Dāʿish )، هو الاسم الشائع للجماعة في العالم الإسلامي. وأخيرًا، تسبب الاسم الحالي للجماعة في جدل بسبب ترجمته الإنجليزية إلى Islamic State ونتيجة لذلك، لا يزال كلا الاختصارين السابقين مستخدمين على نطاق واسع، أو غالبًا ما تتم إضافة مؤهل إلى اسم IS، مثل "جماعة الدولة الإسلامية المسلحة" أو "جماعة الدولة الإسلامية المتطرفة" أو "جماعة الدولة الإسلامية الإرهابية" أو "الدولة الإسلامية المزعومة" أو "الدولة الإسلامية المزعومة".     

## خلفية
نشأت الجماعة في العراق، وخضعت لتغييرات مختلفة في اسمها، ومنذ عام 2006 عُرفت باسم الدولة الإسلامية في العراق (ISI)، وهو اسم فشل في اكتساب أي قوة جذب، حيث فشلت الجماعة في اكتساب أو الاحتفاظ بأي أراضٍ مهمة مثل ISI، وبالتالي كان الارتباك الواسع النطاق بشأن ما يمكن تسميتهم غائبًا إلى حد كبير. بدأ الارتباك عندما اكتسبت الجماعة المزيد من الأراضي وغيرت اسمها إلى الدولة الإسلامية في العراق والشام في أبريل 2013 مع توسعها في سوريا. ثم تغيرت إلى الدولة الإسلامية في يونيو 2014 كجزء من الرغبة في إعادة تأسيس الخلافة . يختلف تقديم الاسم العربي في اللغة الإنجليزية بسبب الترجمة غير الدقيقة.
"داعش" هو نطقٌ مُحوَّرٌ لاختصار الجماعة في اللغة العربية. وللأسف، فهو ليس اختصارًا مُحوَّرًا في اللغة الإنجليزية بحد ذاته، نظرًا للاختلافات بين الأبجدية الإنجليزية/العربية والصوتيات. وتحديدًا، لا يوجد لحرف الشين العربي مُقابلٌ له في اللغة الإنجليزية، مع أنه يُمكن تمثيله بسهولة بالحرف المزدوج "ش". عادةً ما يُعادل حرف الألف حرف الألف، ولكنه في الواقع يُمكن أن يُمثل عدة أصوات مُعلِّية مُختلفة، بالإضافة إلى فاصلة حنجرة، حسب السياق ( د إش مقابل الـ إ سلام ). بالإضافة إلى ذلك، فإن نطق حرف العين ع مُتغيرٌ أيضًا، وليس له مُقابلٌ حرفيٌّ أو نطقٌ مُحوَّرٌ له في اللغة الإنجليزية.

## ترجمة مكونات الاسم

### الترجمة الحرفيةلكلمة الشام
نشأ الاستخدام المتوازي لكلا الاسمين (ISIS) و(ISIL) كاختصارين من عدم وضوح ترجمة كلمة "الشام" (أو "الشام") في اسم الجماعة في أبريل/نيسان 2013، والتي يمكن ترجمتها بطرق مختلفة إلى " بلاد الشام " أو " سوريا الكبرى " أو " سوريا " أو حتى " دمشق ". أدى هذا إلى انتشار ترجمات مثل "الدولة الإسلامية في العراق والشام" أو "الدولة الإسلامية في العراق والشام" أو "الدولة الإسلامية في العراق والشام".   يشير مصطلح " بلاد الشام " عمومًا إلى جزء من سوريا والعراق والأردن وإسرائيل وفلسطين ولبنان أو جميعها على الأقل، مع اختلاف تعريفه.
وفقًا لهيئة الإذاعة البريطانية (BBC)، بما أن "بلاد الشام" و"سوريا" لا تعكسان المعنى المحتمل لكلمة "الشام" في العربية، "قال خبراء مختلفون إنه لا ينبغي ترجمة كلمة "الشام" (عند ترجمة الاسم الطويل).  ووفقًا للصحفي السوري الأمريكي حسن حسن، لو كان مصطلح "بلاد الشام" هو المعنى المقصود، لكانت الكلمة العربية "بلاد الشام"، في حين أن المعنى الأكثر ترجيحًا لـ "سوريا الكبرى" لا يزال يؤدي إلى اختصار "داعش".  لهيئة الإذاعة البريطانية (BBC)، بما أن "بلاد الشام" و"سوريا" لا تعكسان المعنى المحتمل لكلمة "الشام" في العربية، "قال خبراء مختلفون إنه لا ينبغي ترجمة كلمة "الشام" (عند ترجمة الاسم الطويل). 

### الترجمة الحرفيةللدولة
وعلى النقيض من الصعوبات في ترجمة الاسم السابق للمجموعة، وفقًا لصحيفة الغارديان فإن اسم المجموعة لعام 2014 "قريب بما فيه الكفاية" يترجم حرفيًا إلى "الدولة الإسلامية"، ومع ذلك لا تزال هناك صعوبة متبقية لأن هذا يفشل في التقاط الدلالات العربية الحقيقية، والتي هي أقرب إلى المفهوم الديني للمجتمع الإسلامي الموحد ( الأمة ) في ظل الشريعة الإسلامية، على عكس المفهوم الغربي لجهاز الدولة البيروقراطي. 

### الدولة الإسلامية المزعومة
وقد استخدم مصطلح الدولة الإسلامية المزعومة (SSIS) عدة مرات أيضًا للإشارة إلى المجموعة.      وتستخدم العديد من الصحف، مثل The Age ، تعبيرًا مختلفًا وهو "ما يسمى بالدولة الإسلامية".

## الاستخدام الشائع

### استخدامداعش،داعشمقابلالدولة الإسلامية
استخدمت معظم وسائل الإعلام الناطقة باللغة الإنجليزية اسم ISIS في البداية، ثم زاد استخدامه لاحقًا.  كان استخدام ISIS أكثر انتشارًا بشكل خاص من ISIL في وسائل الإعلام البريطانية.  وقد قيل إن ISIS تم الاحتفاظ بها ببساطة لأنها تتدحرج على لسان المتحدثين باللغة الإنجليزية، الذين يعرفونها من خلال معناها الآخر كاسم إلهة مصرية .
أدى تبني المجموعة لاسم الدولة الإسلامية إلى الجدل بسبب الاستدلال على أنها تمثل العقيدة الإسلامية أو أنها دولة ذات سيادة، مما أدى إلى اختيار المنافذ للاحتفاظ بالاختصارات ISIS أو ISIL، أو استخدام المؤهلات على الاسم الجديد.  وعلى الرغم من الاعتراضات، فقد انتشر أيضًا استخدام الاسم المفضل للمجموعة وهو الدولة الإسلامية دون قيد أو شرط. 

### الحكومة والمنظمات
تشير الأمم المتحدة عمومًا إلى الجماعة باسم الدولة الإسلامية في العراق والشام.    كما استخدم الأمين العام السابق للأمم المتحدة بان كي مون أيضًا مصطلح "غير إسلامي غير حكومي".
لقد تبنت حكومات الدول العربية تنظيم داعش وتستمر في استخدامه بدلاً من الدولة الإسلامية. وكان نهج الحكومة الإسرائيلية هو نفسه نهج الدول العربية. 
استخدمت الحكومة البريطانية في الأصل اسم داعش، لكنها تبنته في 2 ديسمبر 2015. 
انتخبت الحكومة الفرنسية استخدام تهجئة فرنسية للاسم العربي ('Daech')، لتحل محل اسمها الفرنسي السابق، EIIL (L'Etat islamique en Irak et au Levant)، مشيرة إلى أن الأسماء الأخرى "تطمس الخطوط الفاصلة بين الإسلام والمسلمين والإسلاميين". 
تبنت الحكومة الأسترالية، برئاسة رئيس الوزراء توني أبوت، تنظيم داعش في يناير/كانون الثاني 2015.  
حددت حكومة الولايات المتحدة تنظيم الدولة الإسلامية في العراق والشام (داعش) كاسم رئيسي للتنظيم، معتقدةً أن "الشام" هي الترجمة الأدق.   كما أدرجت أسماءً مستعارة مثل الدولة الإسلامية في العراق والشام (داعش)، والدولة الإسلامية في العراق والشام، وداعش، والدولة الإسلامية، ومؤسسة الفرقان للإنتاج الإعلامي. وكان ذلك لفصل التنظيم عن جبهة النصرة، نتيجةً للخلاف بينهما. ومع ذلك، لم يكن الاستخدام متسقًا، حيث تم استخدام ISIS وISIL وIslamic State وDaesh بشكل مختلف، سواء على المستوى المحلي أو الخارجي، مع اختيار المصطلح الدقيق بناءً على الجمهور، مع الاعتراف بالحاجة إلى الاتساق وأن الجمهور الأمريكي كان أكثر دراية بـ ISIL، مع تلبية احتياجات الشركاء الأكثر ارتباطًا بـ Daesh.  استخدم الرئيس باراك أوباما ISIL.  في فبراير 2017، اعتمد البنتاغون اختصار ISIS عند الإشارة إلى المجموعة. 
صرح متحدث باسم وزير الخارجية الكندي لمجلة "باور آند بوليتكس" ‏ في ديسمبر/كانون الأول 2014 قائلاً: "سواءً أُطلق عليه اسم داعش أو الدولة الإسلامية في العراق والشام (ISIL) أو داعش، فإن كندا والتحالف متفقان على أن هذه الجماعة الإرهابية الشنيعة تُشكل تهديدًا للمنطقة والعالم أجمع. ولذلك أعلنت كندا عن عدد من التدابير الرامية إلى مكافحة وحشية داعش ومساعدة ضحايا هذه الجماعة الإرهابية البربرية." 

### أدلة أسلوب الوسائط
اختارت وكالة أسوشيتد برس في البداية استخدام اسم الدولة الإسلامية (ISIL)، معتقدةً أن اسم بلاد الشام هو الترجمة الأكثر دقة.   وبعد تغيير الاسم إلى الدولة الإسلامية، تحولت الوكالة إلى الإشارة إلى "جماعة الدولة الإسلامية".  ويُستخدم دليل وكالة أسوشيتد برس من قِبل العديد من المؤسسات الإعلامية. 
اختارت بي بي سي نيوز الإشارة إليها باسم "جماعة الدولة الإسلامية" أو "ما يسمى الدولة الإسلامية" أو "الدولة الإسلامية المزعومة" في المقام الأول، واختصرتها إلى IS في الإشارات اللاحقة.  وفي مواجهة انتقادات السياسيين، وقفت إلى جانب القرار، بحجة أن داعش كانت مهينة وأن نهجها ضروري للحفاظ على الحياد.
تستخدم NPR مصطلح "الدولة الإسلامية" مع الاستخدام الاختياري للمؤهلات في المقام الأول، ثم تستخدم مصطلح "ISIS" بعد ذلك. 
"تحدد صحيفة يو إس إيه توداي المجموعة على أنها تنظيم الدولة الإسلامية، أو جماعة الدولة الإسلامية المسلحة، أو جماعة الدولة الإسلامية المتطرفة." 
تستخدم صحيفة نيويورك تايمز مصطلح "الدولة الإسلامية"، وتختار شرحه في سياقه. 
تستخدم صحيفة الغارديان ، وشقيقتها صحيفة الأوبزرفر ، اسم "الدولة الإسلامية" عند أول ذكر له، ثم "ISIS" بعد ذلك.  (لا تستخدم اختصارات بأحرف كبيرة).  وقد اختارت "ISIS" بدلًا من "ISIL" لكونها أكثر شيوعًا في وسائل الإعلام البريطانية.  في سبتمبر 2014، كانت تفكر في التحول إلى "IS"،  ولكنها لم تفعل ذلك بحلول أبريل 2016،  واستخدمت بدلاً من ذلك اسم "ISIS". بعد تغيير الاسم، انتقل إلى "الدولة الإسلامية (ISIS)" عند أول ذكر له، ثم إلى IS. 
وتستخدم وسائل الإعلام الإيرانية، مثل قناة برس تي في المملوكة للدولة، اسم "داعش التكفيري " (انظر إيران وتنظيم الدولة الإسلامية ).
اختارت صحيفة فاينانشال تايمز التمسك بتنظيم الدولة الإسلامية حتى بعد تغيير اسم المجموعة. 
تستخدم العديد من الصحف الصادرة عن مترو إنترناشيونال، مثل طبعة تورنتو المأخوذة من صحيفة تورنتو ستار، كلمة "داعش". 

## رد فعل
اقترح بعض المعلقين الإعلاميين أن المناقشة حول تسمية المجموعة كانت ذات أهمية ضئيلة مقارنة بالحاجة الفعلية إلى إيقافها. 
ويرى ويليام مكانتس أن محاولات تجنب تنظيم الدولة الإسلامية تنفي الحقيقة الأساسية المتمثلة في نجاحهم في إقامة دولة. 
وفي مقال لها في صحيفة واشنطن بوست ، وصفت أماندا بينيت المناقشة بأنها لا تتعلق بمعنى الكلمات، بل بما تنقله، متباينة بين رغبة السياسيين في رؤية المجموعة في ضوء سلبي، والتقاليد في الدوائر الصحفية والأكاديمية لاستخدام أسماء المنظمات المفضلة، مع توضيح ما إذا كان هناك ارتباك أو تعارض مع معاني أخرى. 
وفي مقال كتبه في صحيفة الإندبندنت، زعم الأمين العام المساعد للمجلس الإسلامي البريطاني مقداد فيرسي أن اسم داعش أفضل من السماح للجماعة باستخدام اسمها المفضل، مشيراً إلى وجود تناقضات مختلفة في اختيار هيئة الإذاعة البريطانية وغيرها من المنافذ الإعلامية عدم ترجمة أسماء الجماعات الأخرى، كما أشار إلى أن اسم بوكو حرام هو أيضاً اسم مهين غير رسمي. 
فيما يتعلق بمسألة استخدام الأسماء المعروفة، نقل ستيفن بريتشارد من صحيفة الجارديان فشل صحيفتهم في الحصول على الأمر الصحيح عندما استخدموا في البداية "الإخوان المسلمون"، وهي الترجمة الإنجليزية التقريبية للإشارة إلى جماعة القاعدة غير المعروفة في أعقاب هجمات 11 سبتمبر، قبل إسقاطها بسرعة حيث اكتسب الاسم العربي قوة جذب، على الرغم من كونه العلامة التجارية التي اختاروها. 